# プロフェス
プロフェス（英: profes）は、プロジェクト・フェスティバルを省略し、英語の profess（告白する）にかけて、日本人が発案した造語。大人数の研究者が集まり、様々なプロジェクトについて議論をする場を意味する。Profess と区別し、英語では profes と表記する。別名スナフェスとも呼ばれる。

## 概要
2008年5月30日に、神戸理化学研究所システムバイオロジー研究チーム合同プログレスミーティング企画会議にて発案された言葉である。
当時は、合同プログレスミーティングにかわる呼称として「プログレスを語り合う祭り（フェスティバル）」の略称として発案されたが、後述するように、現在では「プロ」に様々な意味が付加されており、大人数の研究者が集まり、様々なプロジェクトについて議論をする場という意味合いが強い。同研究室では、2008年5月に開催されたプログレスミーティングを第4回プロフェスとしているが、実際にプロフェスという表現が考案されたのは、その回の反省会が行われた同年5月30日であり、参加者にプロフェスという呼称が定着したのは、2008年12月に予定されている第5回プロフェスからとなる。